# Wikipedia Review
Wikipedia Review (WikipediaReview, wikipediareview.com) — англоязычный веб-форум, созданный для обсуждения Википедии и других проектов Wikimedia Foundation, и в особенности, контента и конфликтов английской Википедии. Форум позиционируется как независимый обзорный ресурс, уделяющий значительное внимание недостаткам Википедии и происходящим в ней конфликтам.
Сайт был основан в ноябре 2005 года кем-то, идентифицировавшим себя как «Игорь Александер» и находился на ProBoards. С февраля 2006 года сайт расположен на собственном доменном имени и использует программное обеспечение Invision Power Board.
Для участия в форуме необходимо подтверждение регистрации с работоспособного электронного почтового ящика. В форуме участвуют как активные участники Википедии, так и пользователи, никогда не делавшие правок в Википедии, а также бессрочно заблокированные участники.
В блоге InformationWeek «Grok on Google» Элис ЛаПлант описывает Wikipedia Review как «наблюдательный» веб-сайт, «посвящённый тщательному осмотру Википедии и сообщении о её недостатках».

## Контент и структура
Общедоступные форумы Wikipedia Review по состоянию на декабрь 2011 года разбиты на четыре основные тематики:
1. Информация форумов;
2. Ориентированные на обсуждение Викимедиа дискуссии, содержащие подфорумы, фокусирующиеся на редакторах, бюрократичности Википедии, метадискуссиях, статьях и более общих ориентированных на обсуждение Викимедиа темах, не имеющих отношения к ранее перечисленному;
3. Медиафорумы, включающие в себя новостную ленту и дискуссии о новостях и блогах с упоминанием Википедии или Викимедиа;
4. Офтопики, не относящиеся к Википедии дискуссии.